# Tatsurō Yoshino
Tatsurō Yoshino (jap. 吉野達郎 Yoshino Tatsurō; ur. 11 września 1982) – japoński lekkoatleta, sprinter.

## Osiągnięcia
- dwa srebrne medale mistrzostw Azji juniorów (Bandar Seri Begawan 2001 – bieg na 200 m & sztafeta 4 x 100 m)[1]
- złoto Uniwersjady (sztafeta 4 x 100 m, Taegu 2003)
- 8. miejsce podczas mistrzostw świata (sztafeta 4 x 100 m Helsinki 2005)
- dwa medale mistrzostw Azji (Incheon 2005 – złoto w sztafecie 4 x 100 metrów oraz srebro w biegu na 200 metrów)[2]
- medalista mistrzostw Japonii i reprezentant kraju w meczach międzypaństwowych

## Rekordy życiowe
- bieg na 100 metrów – 10,27 (2005)
- bieg na 200 metrów – 20,67 (2003 & 2005)